# Thymoites expulsus
Thymoites expulsus es una especie de araña araneomorfa del género Thymoites, familia Theridiidae. Fue descrita científicamente por Gertsch & Mulaik en 1936.
Habita en los Estados Unidos, México, Cuba y Jamaica.